# Ithmaar Bank
Ithmaar Bank est une banque d'investissement bahreïnienne, et faisant partie de l'indice S&P/IFCG Extended Frontier 150, représentant la performance de 150 des principales capitalisations boursières des marchés frontières. Fondée en 2003, elle est présente au Moyen-Orient, en Afrique du Nord et en Asie du Sud, ainsi qu'en Asie-Pacifique et en Europe.